# Anyphaena simplex
Anyphaena simplex là một loài nhện trong họ Anyphaenidae.
Loài này thuộc chi Anyphaena. Anyphaena simplex được Octavius Pickard-Cambridge miêu tả năm 1894.